# Партия социалистов-революционеров
Па́ртия социали́стов-революционе́ров (аббр. ПСР, или СР; также эсе́ры, па́ртия с.-р.; после декабря 1917 г. — правые эсеры) — революционная политическая партия Российской империи, позже Российской республики, РСФСР. Крупнейшая неонародническая организация начала XX века. Входила во Второй интернационал.
Партия социалистов-революционеров была создана на базе ранее существовавших народнических организаций и занимала одно из ведущих положений в политической жизни с начала XX века. Стала наиболее многочисленной и самой влиятельной не марксистской социалистической партией. Являясь последователем идеологии народничества, партия стала известной как одна из активнейших участниц революционного террора, исполняемого знаменитой Боевой организацией эсеров в 1902—1911 годах.
Триумфом и одновременно трагедией для эсеров стал 1917 год. В короткий срок после Февральской революции партия превратилась в крупнейшую политическую силу, достигла по своей численности миллионного рубежа, приобрела господствующее положение в местных органах самоуправления и большинстве общественных организаций, одержала победу на выборах в Учредительное собрание. Её представители занимали ряд ключевых постов в правительстве. Привлекательными для населения были её идеи демократического социализма и мирного перехода к нему. Однако, несмотря на всё это, эсеры не смогли удержать власть, и к 1923 году партия фактически перестала существовать. В эмиграции печатные органы эсеров просуществовали до середины 1940-х годов.

## Органы управления
- Высший орган — Съезд Партии Социалистов-Революционеров,
- Исполнительный орган — Центральный Комитет Партии Социалистов-Революционеров и Совет Партии Социалистов-Революционеров (для решения неотложных тактических или организационных вопросов, вместо ЦК).

## Программа партии
Историко-философское мировоззрение партии обосновывалось трудами Николая Чернышевского, Петра Лаврова и Николая Михайловского.
Проект программы партии был опубликован в мае 1904 года в газете «Революционная Россия». Проект с незначительными изменениями был утверждён в качестве программы партии на её первом съезде в начале января 1906 года. Эта программа оставалась главным документом партии на протяжении всего её существования. Основным автором программы был главный теоретик партии Виктор Чернов.
Эсеры являлись прямыми наследниками старого народничества, сущность которого составляла идея о возможности перехода России к социализму некапиталистическим путём. В то же время эсеры были сторонниками демократического социализма, то есть хозяйственной и политической демократии, которая должна была выражаться через представительство организованных производителей (профсоюзы), организованных потребителей (кооперативные союзы) и организованных граждан (демократическое государство в лице парламента и органов самоуправления).
Оригинальность эсеровского социализма заключалась в теории «социализации земледелия». Эта теория составляла национальную особенность эсеровского демократического социализма и являлась вкладом в развитие мировой социалистической мысли. Исходная идея этой теории заключалась в том, что социализм в России должен начать произрастать раньше всего в деревне. Почвой для него, его предварительной стадией, должна была стать «социализация земли».
«Социализация земли» означала:
- отмену частной собственности на землю, превращение её в общенародное достояние без права купли-продажи, без преобразования её в государственную собственность, без национализации;
- переход всей земли под руководство центральных и местных органов народного самоуправления, начиная от демократически организованных сельских и городских общин и заканчивая областными и центральными учреждениями;
- пользование землёй становится уравнительно-трудовым, то есть обеспечивать потребительную норму на основании приложения собственного труда, единоличного или в товариществе.

Политическое устройство
Важнейшей предпосылкой для социализма и органической его формой эсеры считали политическую свободу и демократию. Политическая демократия и социализация земли были основными требованиями эсеровской программы-минимум, которые должны были бы обеспечить мирный, эволюционный переход России к социализму. В программе, в частности, говорилось об установлении демократической республики с неотъемлемыми правами человека и гражданина: свобода совести, свобода слова, свобода печати, свобода собраний, право на объединение, право на стачку, неприкосновенность личности и жилища, всеобщее и равное избирательное право для всякого гражданина по достижении 20-летнего возраста, без различия пола, вероисповедания и национальности, при условии прямой системы выборов и закрытой подачи голосов. Требовались также широкая автономия для областей и общин как городских, так и сельских и возможно более широкое применение федеративных отношений между отдельными национальными регионами при признании за ними безусловного права на самоопределение. Эсеры раньше, чем социал-демократы, выдвинули требование федеративного устройства Российского государства. Смелее и демократичнее они были и в постановке таких требований, как пропорциональное представительство в выборных органах и прямое народное законодательство.

## История партии

### Дореволюционный период
Партия социалистов-революционеров началась с саратовского кружка, возникшего в 1894 году и состоявшего в связи с группой народовольцев «Народная воля». Когда народовольческую группу разогнали, саратовский кружок обособился и стал действовать самостоятельно. В 1896 году он выработал программу. Она была отпечатана на гектографе под названием «Наши задачи. Основные положения программы социалистов-революционеров». В 1900 году эта брошюра была выпущена заграничным Союзом русских социалистов-революционеров вместе со статьёй Григоровича «Социалисты-революционеры и социал-демократы». В 1897 году саратовский кружок переместился в Москву, где он занимался выпуском прокламаций и распространением заграничной литературы. Кружок обрёл новое название — Северный союз социалистов-революционеров. Руководил им Андрей Аргунов.
Во второй половине 1890-х гг. небольшие народническо-социалистические группы и кружки существовали в Петербурге, Пензе, Полтаве, Воронеже, Харькове, Одессе. Часть их объединилась в 1900 году в Южную партию социалистов-революционеров, другая в 1901 году — в «Союз эсеров». В конце 1901 года «Южная партия эсеров» и «Союз эсеров» соединились, и в январе 1902 года газета «Революционная Россия» объявила о создании партии. В неё влилась женевская «Аграрно-социалистическая лига».
В апреле 1902 года террористическим актом против министра внутренних дел России Дмитрия Сипягина заявила о себе Боевая организация (БО) эсеров. БО являлась самой законспирированной частью партии. Её устав был написан Михаилом Гоцем. За всю историю существования БО (1901—1908) в ней работало свыше 80 человек. Организация была в партии на автономном положении, ЦК лишь давал ей задание на совершение очередного террористического акта и указывал желательный срок его исполнения. У БО были своя касса, явки, адреса, квартиры, ЦК не имел права вмешиваться в её внутренние дела. Руководители БО Гершуни (1901—1903) и Азеф (1903—1908), оказавшийся тайным агентом полиции, были организаторами партии эсеров и самыми влиятельными членами её ЦК.

### Период Первой русской революции 1905—1907 годов

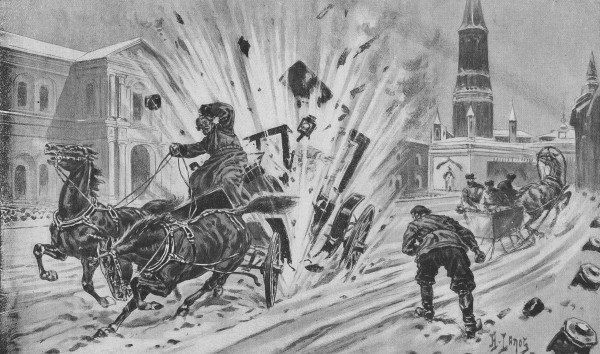
Убийство Сергея Александровича Иваном Каляевым. Каляев не смог скрыться с места убийства и был пойман жандармами с поличным.

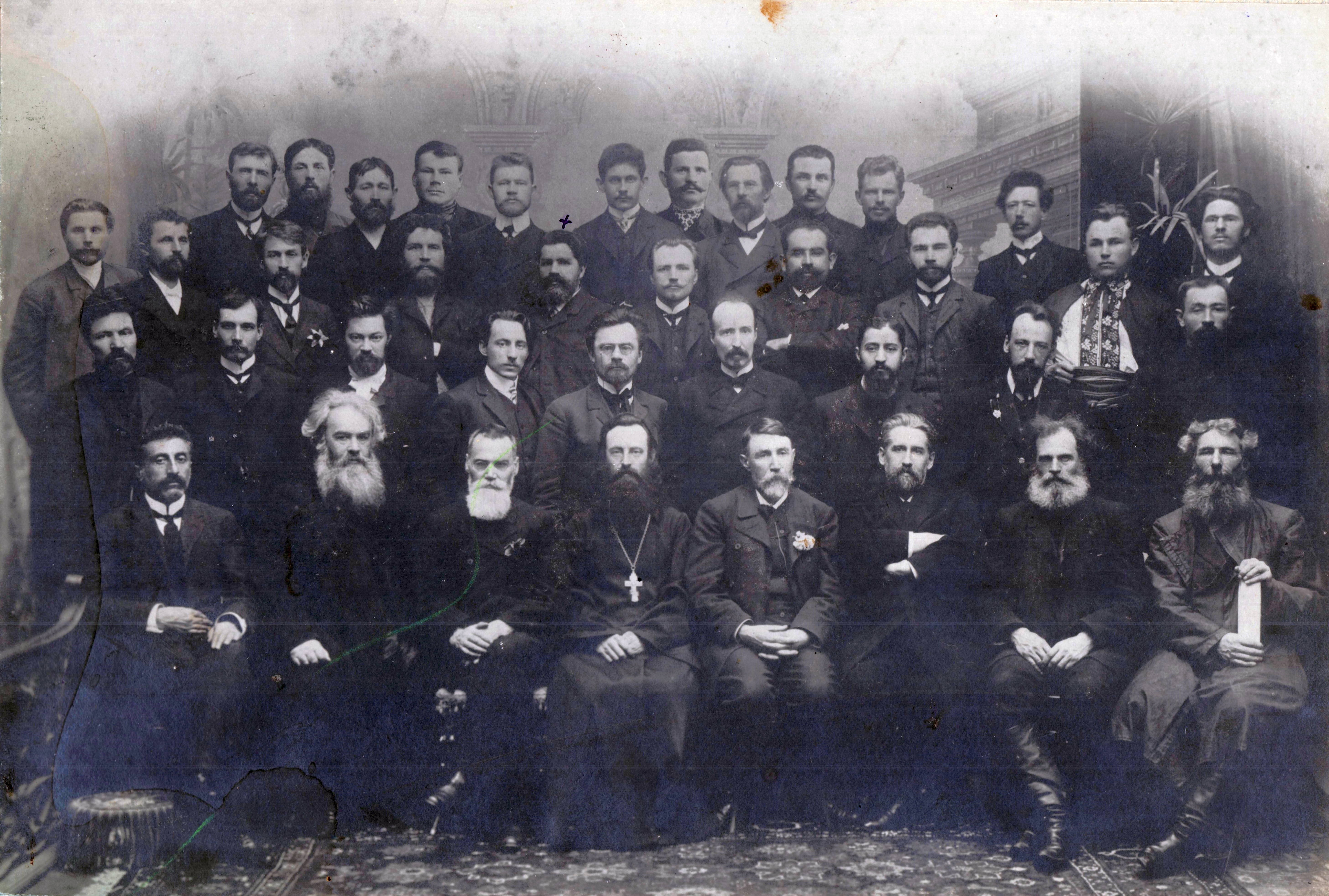
(Cлева направо) 1-й ряд: И. Я. Сагателян, Н. И. Емельянов, А. П. Козлов, о. А. И. Бриллиантов, Н. И. Долгополов, В. П. Успенский, Н. О. Оводов, Н. С. Кирносов;
2-й ряд: И. Е. Пьяных, А. И. Русанов, М. Г. Зайцев, Н. С. Долгополов 2-й, В. Г. Архангельский, П. С. Ширский, С. Ф. Тигранян, Г. А. Горбунов, П. С. Лохвицкий;
3-й ряд: И. П. Хворостухин, Д. Л. Зимин, В. В. Евреинов, М. С. Фокеев, П. С. Сигов (отмечен крестиком), Ф. И. Ржехин, С. Х. Тер-Аветикянц, И. Н. Мушенко, В. И. Хвост;
4-й ряд: И. Л. Финеев, И. А. Наумов, П. С. Мороз, Л. А. Ефремов, В. С. Абрамов, А. П. Друкарь, Ф. Г. Литвиненко, И. А. Лебедев, А. Ф. Кузнецов, В. И. Толмачевский, В. М. Стрелков, Г. К. Покровский.

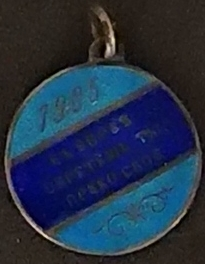
Значок партии социалистов-революционеров

Эсеры не признавали Первую русскую революцию буржуазной. Буржуазия не могла встать во главе революции и даже быть одной из её движущих сил. Это предопределили реформы Александра II, которые дали простор для развития капитализма в России. Эсеры не считали революцию и социалистической, называя её «социальной», переходной между буржуазной и социалистической. Главный импульс революции — аграрный вопрос. Таким образом, движущая сила революции — крестьянство, пролетариат и трудовая интеллигенция. Союз этих сил, оформленный созданием социалистической партии, залог успеха революции. Переход к социализму должен совершиться мирным, реформистским путём. Учредительное собрание должно определить форму государственного правления, а затем стать высшим законодательным органом.
Главный политический лозунг революции: «Земля и воля».
Усиливается партийная агитация и пропаганда. Все областные комитеты печатали свои легальные газеты и бюллетени. Предпринимались попытки издания легальных ежедневных центральных партийных газет: «Сын Отечества» (ноябрь-декабрь 1905 года), «Дело народа», «Народный вестник», «Мысль» (1906).
4 февраля 1905 года Боевая организация эсеров совершила последнее крупное покушение на приближённого к царю человека. Террорист Иван Каляев взорвал карету с великим князем Сергеем Александровичем, дядей императора.
Осенью 1906 года Боевая организация распущена и заменена летучими боевыми отрядами. Таким образом, террор приобрёл децентрализованный характер. Количество террористических актов резко возросло.
Эсеры активно участвовали в подготовке и проведении революционных выступлений в городе и деревне, в армии и на флоте (московское декабрьское вооружённое восстание, выступления в Кронштадте и Свеаборге летом 1906 года).
Эсеры активно участвовали в организации профессиональных политических союзов. Они успешно вели работу во Всероссийском крестьянском союзе, Всероссийском железнодорожном союзе, Почтово-телеграфном союзе, Союзе учителей. Эсеры участвовали в работе Советов рабочих депутатов (в столичном их было 92, в московском — 21). Они пользовались влиянием в Екатеринославском, Николаевском, Одесском, Саратовском, Харьковском, Севастопольском и других советах. Но данный орган они не считали зародышем революционной власти. Это средство сплочения аморфной расплывчатой рабочей массы.
Цитаделью эсеровского влияния среди рабочих являлась московская текстильная фабрика — Прохоровская мануфактура.
Особым вниманием эсеров пользовалось крестьянство. В деревнях образовывались крестьянские братства и союзы (Поволжье, Центральный чернозёмный район). Им удалось организовать ряд локальных крестьянских выступлений, но провалились их попытки организовать всероссийские выступления крестьян летом 1905 года и после роспуска I Государственной думы. Не удалось установить гегемонию во Всероссийском крестьянском союзе и над представителями крестьянства в Государственной думе. Но в полной мере доверия к крестьянам не было: они отсутствовали в ЦК, аграрный террор осуждался, решение аграрного вопроса «сверху».
В период революции существенно изменился состав партии. Подавляющее большинство её членов составляли теперь рабочие и крестьяне. Но политика партии определялась интеллигентским руководством. Численность эсеров за годы революции превысила 60 тыс. человек. Партийные организации существовали в 48 губерниях и 254 уездах. Сельских организаций и групп насчитывалось около 2000.
На протяжении всей истории существования, партия социалистов-революционеров выделялась из других российских партий широтой взглядов её участников, многообразием различных фракций и групп в её составе. Уже после революции, в 1925 году большевистской печатью отмечалось:

 в противоположность «нетерпимым», «твердокаменным» большевикам, <у эсеров> была крайняя «свобода мнений», «свобода группировок», «свобода течений». Не так давно, на процессе эсеров, подсудимые эсеры хвастались этой своей «терпимостью»: у них было крыло, прямо поддерживавшее белых, у них был «Административный Центр», у них были левые, у них были центровики и т. д., — словом, было всякой твари по паре
 Так, уже в 1905—1906 годах из партии вышло её правое крыло, образовавшее Партию народных социалистов и отмежевалось левое крыло — Союз социалистов-революционеров-максималистов.
В годы революции 1905—1907 годов приходился пик террористической деятельности эсеров. В этот период было осуществлено 233 теракта (в числе прочих было убито 2 министра, 33 губернатора, в частности, дядя царя, и 7 генералов), с 1902 по 1911 год — 216 покушений.
Манифест 17 октября 1905 года расколол партию на два лагеря. Большинство (Азеф — двойной агент, сотрудник царского Охранного отделения) высказывалось за прекращение террора и роспуск Боевой организации. Меньшинство (Борис Савинков) — за усиление террора, чтобы добить царизм.
Партия официально бойкотировала законосовещательную Булыгинскую думу, а также выборы в Государственную Думу 1-го созыва, участвовала в выборах в Думу 2-го созыва, в которую было избрано 37 депутатов-эсеров, а после её роспуска снова бойкотировала Думу 3-го и 4-го созывов.
Во время Первой мировой войны в партии сосуществовали течения центристское и интернационалистское; последнее затем превратилось в радикальную фракцию левых эсеров (руководитель — Мария Спиридонова), позже примкнувших к большевикам.

### После Февральской революции

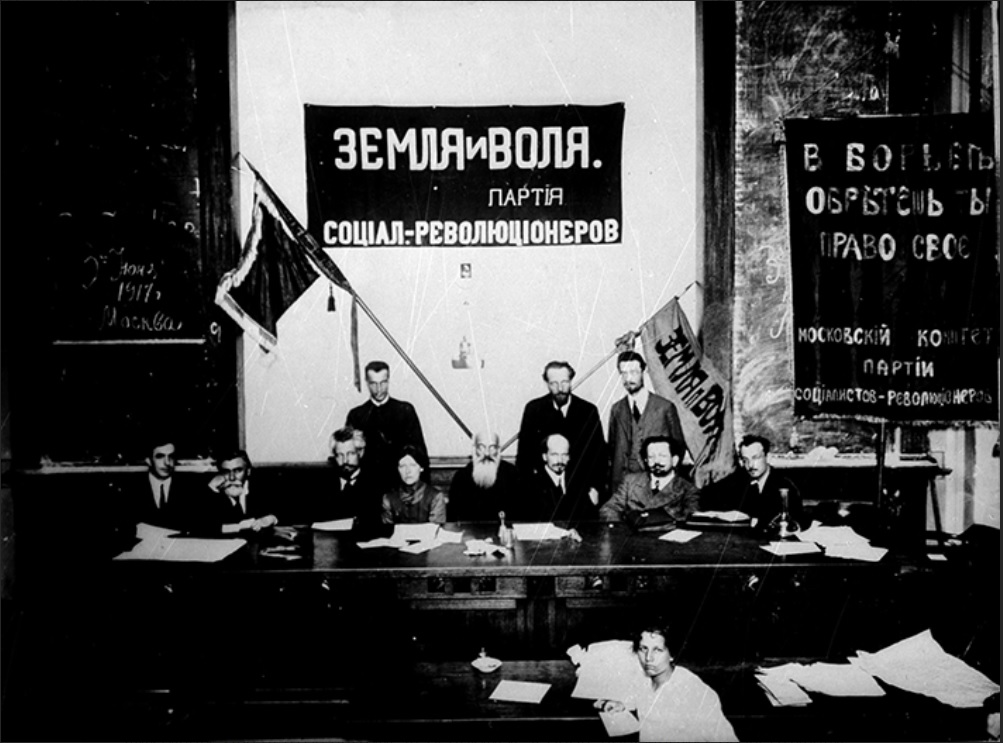
Лидеры партии на её III съезде, июнь 1917 года

Партия эсеров активно участвовала в политической жизни страны после Февральской революции 1917 года, блокировалась с меньшевиками-оборонцами и была крупнейшей партией этого периода. К лету 1917 в партии было около 1 млн чел., объединённых в 436 организаций в 62 губерниях, на флотах и на фронтах действующей армии. Её списки заняли первое место на выборах в местные органы власти в Петрограде и Москве. Представители эсеров вошли в коалиционное Временное правительство, членами партии были: Александр Керенский (министр юстиции Временного правительства, военный министр, позже — премьер-министр); Виктор Чернов — министр земледелия (позже его сменил Семён Маслов); Николай Авксентьев — министр внутренних дел, председатель Предпарламента. Принадлежность Керенского к партии однако была в большей степени номинальной, на III съезде ПСР он не был избран в ЦК, а партийную дисциплину никогда не соблюдал. Большим влиянием на него обладал занимавший к тому времени пост товарища военного министра, ещё числившийся в партии Борис Савинков.
Главной газетой партии было «Дело народа» — с июня 1917 года орган ЦК ПСР, одна из крупнейших российских газет, чей тираж доходил до 300 тыс. экземпляров. К числу популярных эсеровских газет относились «Воля народа» (отражала взгляды правого течения в ПСР, выходила в Петрограде), «Труд» (орган московского комитета ПСР), «Земля и воля» (газета для крестьян, Москва), «Знамя труда» (орган левого течения, Петроград) и другие. Кроме того, ЦК ПСР издавал журнал «Партийные известия».

### Эсеры после Октябрьской революции
В воззвании ЦК ПСР «Ко всей революционной демократии России», выпущенном 25 октября 1917 года, попытка большевиков захватить государственную власть вооружённой силой называлась «безумной». Эсеры ушли со II съезда Советов рабочих и солдатских депутатов, заявив, что захват власти большевиками является преступлением перед родиной и революцией. Фракция левых эсеров при этом поддержала большевиков и осталась на съезде. Для координации действий антибольшевистских демократических сил Абрамом Гоцем спешно был создан Комитет спасения Родины и революции, поднявший 29 октября восстание в Петрограде. В Москве для борьбы с большевиками городской голова Вадим Руднев возглавил Комитет общественной безопасности. С 28 октября по 2 ноября в городе шли ожесточённые уличные бои.
IV съезд партии эсеров, который проходил в Петрограде с 26 ноября по 5 декабря 1917 года, подтвердил постановления ЦК об исключении из партии левых эсеров-интернационалистов, а также тех членов партии, которые вошли в состав Советского правительства. В то же время съезд одобрил решение ЦК и об исключении из партии крайне правых эсеров-оборонцев, осудив политику коалиции всех антибольшевистских сил.

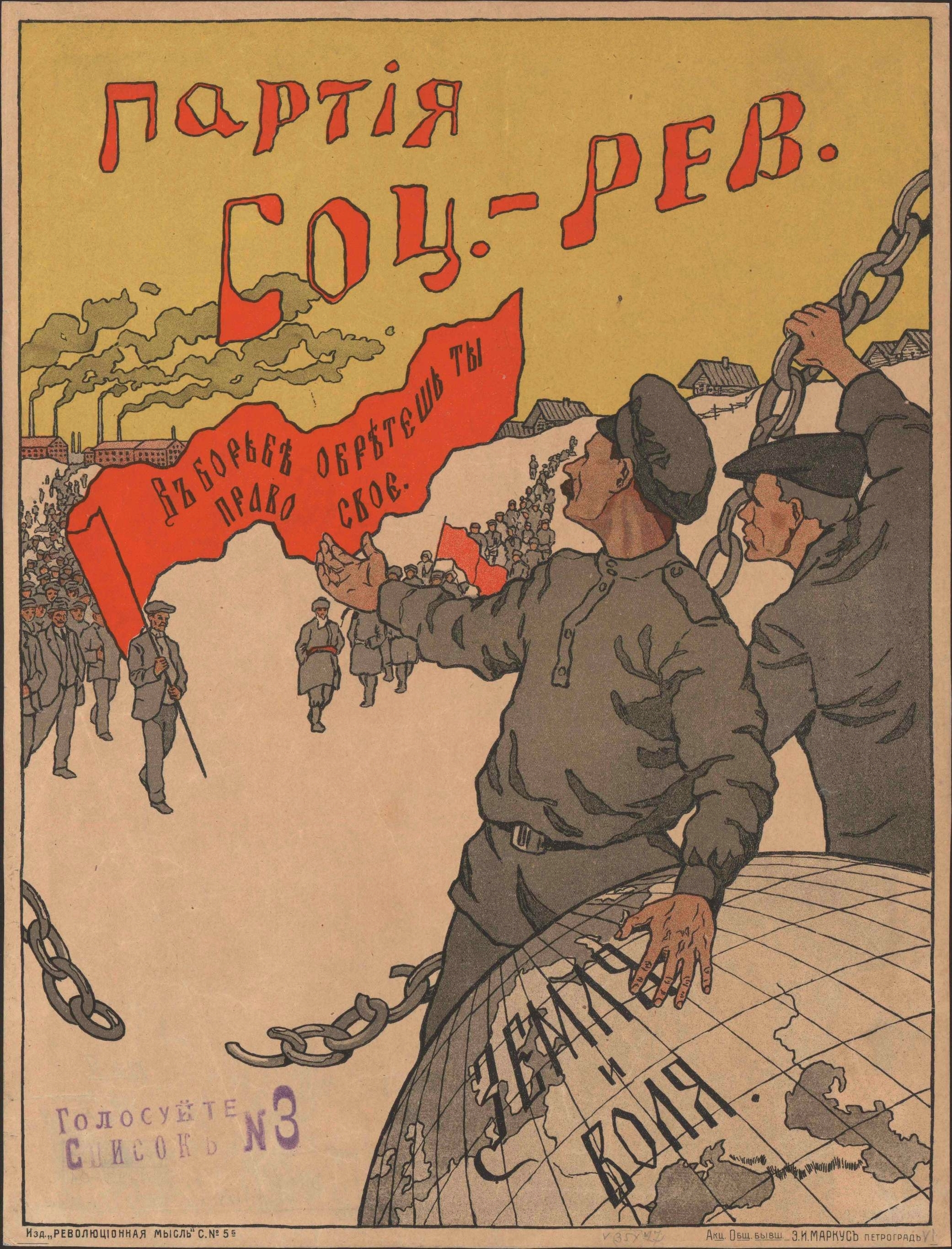
Предвыборный плакат эсеров, 1917 год

На выборах во Всероссийское учредительное собрание эсеры победили, получив 374 места из 766. Также у них было большинство на II Всероссийском Съезде Советов крестьянских депутатов, где они подвергли жёсткой критике большевиков и попытались выбрать свой состав ЦИК. После запрета «частных совещаний» делегатов Учредительного собрания партией был сформирован Союз защиты Учредительного собрания. Его возглавил Василий Филипповский. На заседании ЦК ПСР, состоявшемся 3 января 1918 года, было отвергнуто, «как несвоевременное и ненадёжное деяние», вооружённое выступление в день открытия Учредительного собрания. Председателем открывшегося 5 января 1918 года и проработавшего всего один день Учредительного собрания был избран лидер эсеров Виктор Чернов.
В аграрных регионах, где большим влиянием пользовались эсеры (Сибирь, Поволжье, Черноземье) процесс перехода власти к большевикам затянулся до конца января 1918 года. В 15 крупных городах произошли вооружённые столкновения, самые кровопролитные из которых были в Иркутске. Так же на начальном этапе большое распространение получили коалиционные органы власти, в которые наряду с большевиками входили эсеровские представители Советов и деятели местного самоуправления (дум, земств). Исключение здесь составила Западная Сибирь, где не достигнув компромисса, Сибирская областная дума в Томске 24 января избрала тут же ушедшее в подполье Временное Сибирское правительство во главе с эсером Петром Дербером и объявила Сибирь автономной областью.
В Москве в марте-мае 1918 года для противодействия большевикам представителями разных партий был образован Союза возрождения России. Учредителями от эсеров выступили лидеры правого крыла партии Николай Авксентьев, Илья Фондаминский и Андрей Аргунов.
VIII Совет ПСР, который состоялся в Москве с 7 по 16 мая 1918 года назвал ликвидацию большевистской диктатуры «очередной и неотложной» задачей всей демократии. Однако Совет предостерегал членов партии от заговорщической тактики в борьбе с большевизмом, но заявлял, что партия будет оказывать всяческую помощь массовому движению демократии, направленному к замене «комиссародержавия действительным народовластием».

### В период Гражданской войны
8 июня 1918 года эсеры, опираясь на поддержку Чехословацкого корпуса, провозгласили в Самаре власть Комитета членов Учредительного собрания. Его председателем стал Владимир Вольский. Была создана Народная армия КОМУЧа, начавшая в Поволжье активные боевые действия. После этого решением ВЦИК от 14 июня 1918 года «правые эсеры» были окончательно исключены из Советов всех уровней. На этом фоне, преследуя собственные цели, в июле левые эсеры подняли восстание в Москве. Бывших однопартийцев при этом Мария Спиридонова продолжала именовать «социал-предателями». 30 августа 1918 года эсеркой Фанни Каплан по собственной инициативе было совершено покушение на Ленина.
В сентябре 1918 года на Государственном совещании в Уфе была достигнута договорённость об объединении Комуча и Временного Сибирского правительства и образовании коалиционного Временного Всероссийского правительства (Директории). ЦК ПСР, по настоянию Виктора Чернова, издал циркулярное письмо с критикой результатов Уфимского государственного совещания и политики Директории. В нём заявлялось, что Директория будет поддерживаться партией только при условии, что будет проводить последовательную демократическую политику и в войсках будут созданы условия для свободной пропаганды эсеровских идей. Письмо ЦК было резко отрицательно встречено правыми эсерами, входившими в саму Директорию и её аппарат, а правоконсервативные элементы истолковали это письмо, как призыв эсеров к захвату власти и использовали его как повод для военного переворота, в результате которого верховным правителем стал адмирал Колчак, а Директория была упразднена.
В начале 1919 года Московское бюро ПСР, а затем конференция эсеровских организаций, функционировавших на территории советской России, высказались против каких-либо соглашений как с большевиками, так и с «буржуазной реакцией». Вместе с тем было признано, что опасность справа является большей, и потому было решено отказаться от вооружённой борьбы с советской властью. Вступившая в переговоры с большевиками о более тесном сотрудничестве группа эсеров во главе с бывшим главой Комуча Владимиром Вольским подверглась осуждению.
Для использования потенциала партии эсеров в борьбе с белыми, 26 февраля 1919 года советское правительство легализовало партию эсеров. В Москву стали съезжаться члены ЦК, там было возобновлено издание центральной партийной газеты «Дело народа». Но эсеры не прекращали резкую критику большевистского режима и гонения на партию были возобновлены: было запрещено издание «Дела народа», был арестован ряд активных членов партии. Тем не менее пленум ЦК ПСР, состоявшийся в апреле 1919 года, исходя из того, что у партии нет сил вести вооружённую борьбу сразу на два фронта, призвал пока не возобновлять её против большевиков. Пленум осудил участие представителей партии в Уфимском государственном совещании, Директории, в региональных правительствах Сибири, Урала и Крыма, a также в Ясской конференции российских антибольшевистских сил, высказался против иностранной интервенции, заявив, что она явится лишь выражением «своекорыстных империалистических интересов» правительств стран-интервентов. Вместе с тем было подчёркнуто, что не должны иметь место какие-либо соглашения с большевиками.
IX Совет партии, состоявшийся в Москве или под Москвой в июне 1919 года подтвердил решение об отказе партии от вооружённой борьбы с советской властью при продолжении политической борьбы с ней. Предписывалось направить свои усилия на то, чтобы мобилизовать, организовать и привести в боевую готовность силы демократии, чтобы в случае, если большевики добровольно не откажутся от своей политики, устранить их силой во имя «народовластия, свободы и социализма». При этом лидеры правого крыла партии, находившиеся тогда уже за границей, с неприязнью отнеслись к решениям IX Совета и продолжали считать, что может быть успешной лишь вооружённая борьба против большевиков, что в этой борьбе допустима коалиция даже с недемократическими силами, которые можно демократизировать с помощью тактики «обволакивания». Они допускали и иностранную интервенцию для помощи «антибольшевистскому фронту». В то же время Уфимская делегация призвала признать Советскую власть и объединиться под её руководством для борьбы с контрреволюцией. Эта группа стала издавать свои еженедельник «Народ», и поэтому известна также под названием группы «Народ». ЦК партии эсеров, назвав действия группы «Народ» дезорганизаторскими, решил её распустить, но группа «Народ» не подчинилась этому решению, в конце октября 1919 года вышла из партии и приняла название «Меньшинство партии социалистов-революционеров».
На Украине существовали Украинская партия социалистов-революционеров, отделившаяся от ПСР в апреле 1917 года, и организации ПСР во главе с Всеукраинским областным комитетом. Согласно указаниям руководства ПСР украинские эсеры должны были бороться с режимом Деникина, однако эти указания не всегда выполнялись. Так, за призывы к поддержке Деникина был исключён из партии киевский городской голова Рябцев, а за солидарность с ним распущена местная городская эсеровская партийная организация. На территории, контролируемой режимом Деникина эсеры работали в таких коалиционных организациях, как Юго-восточный комитет членов Учредительного собрания и Земско-городское объединение. Газета «Родная земля», издававшаяся в Екатеринодаре одним из руководителей Земско-городского объединения Григорием Шрейдером, как и Чернов пропагандировала тактику «обволакивания» деникинцев, пока не была закрыта последними, а сам издатель не был арестован. В то же время эсеры, преобладавшие в Комитете освобождения Черноморья во главе с Филипповским, руководившем «зелёным» крестьянским движением, направляли силы прежде всего на борьбу против деникинцев и признавали необходимость единого социалистического фронта.
В Сибири местные эсеры активизировалась на фоне обвала фронта и отступления войск Колчака. Была выдвинута поддержанная ЦК ПСР идея «буферной» Восточно-Сибирской республики и её примирения с Советской Россией. Земский съезд, состоявшийся в Иркутске в октябре 1919 года, на котором преобладали эсеры, принял решение о свержении правительства Колчака. Для подготовки восстания в ноябре на Всесибирским совещанием земств и городов в Иркутске был создан Политический центр во главе с членом ЦК Флорианом Федоровичем. 23 декабря 1920 года произошёл переворот в Красноярске в результате которого генерал Зиневич передал власть образованному Комитету общественной безопасности, разделявшему платформу Политцентра. После выступления 24 декабря штабс-капитана Калашникова образовалась Народно-революционная армия Политцентра, блокировавшая восставший Иркутск. К 5 января власть в городе полностью перешла к восставшим. Однако 7 января Красная армия заняла Красноярск, а 21 января под предлогом того, что Политцентр не предпринимал мер по противодействию частям Каппеля, иркутские большевики потребовали передать власть им, что и было сделано. Тем не менее сама идея буферного государства (но чисто фиктивного) была воспринята РКП(б), и 24-25 января на межпартийном совещании в Иркутске Всесибирскому крайкому эсеров было предложено принять участие в его создании. Ввиду нарушения «требования государственной самостоятельности буфера» крайком ответил отказом, позже это решение поддержал и ЦК в Москве. В конце марта перед провозглашением ДВР эсеры отозвали из земств всех своих представителей.
Во Владивостоке эсеры входили в созданное большевиками в конце января 1920 года коалиционное правительство — Приморскую областную земскую управу, а после переворота в Приморье в мае 1921 года вошли и в такое же по составу правительство объединённой Дальневосточной республики, сформированное в июле 1921 года. Оставшиеся после переворота во Владивостоке эсеры приняли участие в выборах в Приамурское народное собрание, получив почти треть голосов.
В 1920 году ЦК ПСР призывал партию продолжать вести идейную и политическую борьбу с большевиками, но в то же время главное внимание направить на войну с Польшей и борьбу с Врангелем. Члены партии и партийные организации, оказавшиеся на территориях, занятых войсками Польши и Врангеля, должны были вести с ними «революционную борьбу всеми средствами и методами», включая и террор. Рижский мирный договор, завершивший советско-польскую войну, оценивался эсерами как «изменническое предательство» российских национальных интересов.
В августе 1920 в Тамбовской губернии началось восстание под руководством Александра Антонова, называвшим себя «независимым» эсером. Однако ни Тамбовский губком, ни проходившая в сентябре в Москве конференция ПСР восстание так и не поддержали. Политической организацией восставших стал реорганизованный эсеровский Союз трудового крестьянства, декларировавший близкую с ними политическую программу.
К началу 1921 года ЦК ПСР фактически прекратил свою деятельность. К тому времени часть членов ЦК, избранного на IV съезде, погибли (И. И. Тетеркин, М. Л. Коган-Бернштейн), добровольно вышли из состава ЦК (К. С. Буревой, Н. И. Ракитников, М. И. Сумгин), уехали за границу (В. М. Чернов, В. М. Зензинов, Н. С. Русанов, В. В. Сухомлин). Оставшиеся в России члены ЦК ПСР почти поголовно находились в тюрьмах.
Во время Кронштадтского мятежа находившийся в Ревеле Чернов безуспешно призывал эсеровскую эмиграцию всеми силами поддержать восстание, вместе с Иваном Брушвитом разработал план военного вторжения.
Состоявшийся в Самаре в августе 1921 года Х Совет партии определил в качестве ближайшей задачи накопление и организацию сил трудовой демократии, членов партии призывали воздерживаться от экстремистских действий против Советской власти и удерживать народные массы от разрозненных и стихийных выступлений, распыляющих силы демократии. В связи с многочисленными арестами руководство в партии окончательно перешло к Центральному Бюро (ещё в июне 1920 года было сформировано Центральное Организационное Бюро, куда наряду с членами ЦК вошли некоторые видные члены партии).

### После Гражданской войны
Летом 1922 года «контрреволюционная деятельность» правых эсеров была «окончательно всенародно разоблачена» на московском процессе членов ЦК с.-р. партии (Гоца, Тимофеева и другие), несмотря на защиту их лидерами II Интернационала. Руководство правых эсеров обвинили в организации терактов против большевистских лидеров в 1918 г. (убийство Моисея Урицкого и В. Володарского, покушение на Ленина). В августе 1922 года лидеры партии (12 человек, среди них 8 членов ЦК) были условно приговорены Верховным трибуналом ВЦИК к смертной казни: приговор в отношении их должен был быть незамедлительно приведён в исполнение, если ПСР станет использовать вооружённые методы борьбы против советской власти. 14 января 1924 года смертный приговор был заменён 5-летним тюремным заключением с последующей 3-летней ссылкой в отдалённые районы страны. Ещё десять подсудимых были приговорены к разным срокам заключения. Уже после процесса, в сентябре 1922 года был арестован и приговорён к расстрелу, заменённому 10 годами заключения, ещё один член ЦК партии, Владимир Рихтер.
|  |  |

В начале января 1923 года бюро Петроградского Губкома РКП(б) разрешило «инициативной группе» эсеров под негласным контролем ГПУ провести городское совещание. В результате был достигнут результат — решение о роспуске городской организации партии социалистов-революционеров. В марте 1923 года при участии «петроградских инициативников» в Москве прошёл Всероссийский съезд бывших рядовых членов партии эсеров, который лишил полномочий бывшее руководство партии и принял решение о роспуске партии. Начался массовый выход эсеров из партии. В 1923—1924 годах только в четырех крупных уральских газетах были опубликованы более 20 писем от эсеров о разрыве с партией; кроме того, бывшие эсеры выступали на митингах и собраниях трудящихся — рассказывали о причинах разрыва с партией эсеров, а также призывали колеблющихся примкнуть к ним. Решения съезда о самороспуске к началу 1924 года по СССР поддержали около 2 тысяч человек, причем в дальнейшем около половины заявлений бывших эсеров о вступлении в ВКП(б) были удовлетворены.
Партия, а вскоре и её региональные организации вынужденно прекращают своё существование на территории РСФСР. В 1925 году был арестован последний состав Центрального бюро.

### Эмиграция
Начало эсеровской эмиграции положил отъезд Н. С. Русанова и В. В. Сухомлина в марте-апреле 1918 года в Стокгольм, где они с Д. О. Гавронским образовали Заграничную Делегацию ПСР. Несмотря на то, что руководство ПСР крайне отрицательно относилось к наличию значительной эсеровской эмиграции, за границей в конце концов оказалось довольно много видных деятелей ПСР, в том числе В. М. Чернов, Н. Д. Авксентьев, Е. К. Брешко-Брешковская, М. В. Вишняк, В. М. Зензинов, Е. Е. Лазарев, О. С. Минор и другие.
Центрами эсеровской эмиграции стали Париж, Берлин и Прага. В июле 1920 года правоцентристскими силами эсеровской партии было создано Непартийное объединение — организация, большую роль в которой играл Керенский, финансирующуюся из вывезенных чехами средств Комуча. В 1923 году состоялся первый съезд заграничных организаций ПСР, в 1928 году — второй.
С 1920 года начинается печать периодических изданий партии за границей. Огромную роль в налаживании этого дела сыграл Виктор Чернов, уехавший из России в сентябре 1920 года. Сначала в Ревеле (ныне Таллин, Эстония), а затем в Берлине Чернов организовал издание журнала «Революционная Россия» (название повторяло заголовок центрального органа партии в 1901—1905 годов). Первый номер «Революционной России» вышел в декабре 1920 года. Журнал издавался в Юрьеве (ныне Тарту), Берлине, Праге. Помимо «Революционной России» эсеры издавали в эмиграции ещё несколько печатных органов. В 1921 году в Ревеле вышло три номера журнала «За народ!» (официально он не считался партийным и именовался «рабоче-крестьянско-красноармейским журналом»), журналы политики и культуры «Воля России» (Прага, 1922—1932), «Современные записки» (Париж, 1920—1940), «Свобода» (Париж, 1933—1936) и другие, в том числе на иностранных языках. В первой половине 1920-х годов большинство этих изданий было ориентировано на Россию, куда нелегально доставлялась большая часть тиража. С середины 1920-х годов связи Заграничной Делегации ПСР с Россией слабеют, и эсеровская печать начинает распространяться главным образом в эмигрантской среде.
Во второй половине 1930-х гг. эсеры в самом значительном из эмигрантских литературных журналов «Современные записки» призывали Советскую Россию «назад к капитализму».
В 1940-х годах в Нью-Йорке силами видных в прошлом представителей эсеровской партии, перебравшихся после занятия немцами Парижа за океан, издавался журнал «За свободу». С началом Холодной войны выпуск журнала прекращается.

## Электоральные результаты
| Выборы        | Лидер         | Результаты     | Результаты     | Результаты | Результаты | Отношение к власти |
| Выборы        | Лидер         | Голосов        | %              | Мест       | Место      | Отношение к власти |
| ------------- | ------------- | -------------- | -------------- | ---------- | ---------- | ------------------ |
| 1906          | Виктор Чернов | Бойкот выборов | Бойкот выборов | 0 из 478   | —          | Вне парламента     |
| 1907 (II ГД)  | Виктор Чернов | Неизвестно     | Неизвестно     | 38 из 518  | ▲ 5-е      | Оппозиция          |
| 1907 (III ГД) | Виктор Чернов | Бойкот выборов | Бойкот выборов | 0 из 509   | —          | Вне парламента     |
| 1912          | Виктор Чернов | Бойкот выборов | Бойкот выборов | 0 из 509   | —          | Вне парламента     |
| 1917          | Виктор Чернов | 17 256 911     | 48,8           | 374 из 766 | ▲ 1-е      | Большинство        |